# Ларссон, Леннарт (лыжник)
Ле́ннарт Ла́рссон (швед. Lennart Larsson; 7 февраля 1930 года, Шеллефтео — 26 марта 2021) — шведский лыжник, призёр Олимпийских игр, чемпион мира.

## Карьера
На Олимпийских играх 1956 года в Кортина-д’Ампеццо завоевал бронзу в эстафетной гонке, в которой бежал первый этап, и прошёл его неудачно, завершив его лишь на 6-м месте (35.46), на последующих этапах партнёры Ларссона несколько исправили ситуацию и в итоге сборная Швеции стала 3-й (2:17.42; +2:12 от сборной СССР). В личных гонках на той Олимпиаде дважды становился 8-м в гонках на 15 (51.03; +1.24) и 30 км (1:46.56; +2.50).
На Олимпийских играх 1960 года в Скво-Вэлли, показывал стабильно высокие результаты, но медалей не завоевал, занял два 4-х места, в гонке на 50 км и эстафете и был 5-м в гонке на 30 км.
На чемпионате мира-1958 в Лахти стал чемпионом в эстафете — 2:18.15,0.